# Cerastium arvense
La peverina a foglie strette (Cerastium arvense L.,  1753) è una piccola pianta (alta non più di 40 cm) erbacea e perenne delle zone alpine appartenente alla  famiglia delle Cariofillacee.

## Etimologia
Il nome del genere (Cerastium) deriva da un vocabolo greco: kèras (= corno); probabile riferimento alla forma allungata dei suoi frutti. Fu poi latinizzato dal botanico germanico Johann Jacob Dillenius (1684-1747) e quindi ripreso definitivamente da Linneo nel 1753.

Gli inglesi chiamano questa pianta Field mouse-ear chickweed; mentre i francesi la chiamano Céraiste des champs;  i tedeschi la chiamano Gewohnliches Acker-Hornkraut.

## Descrizione

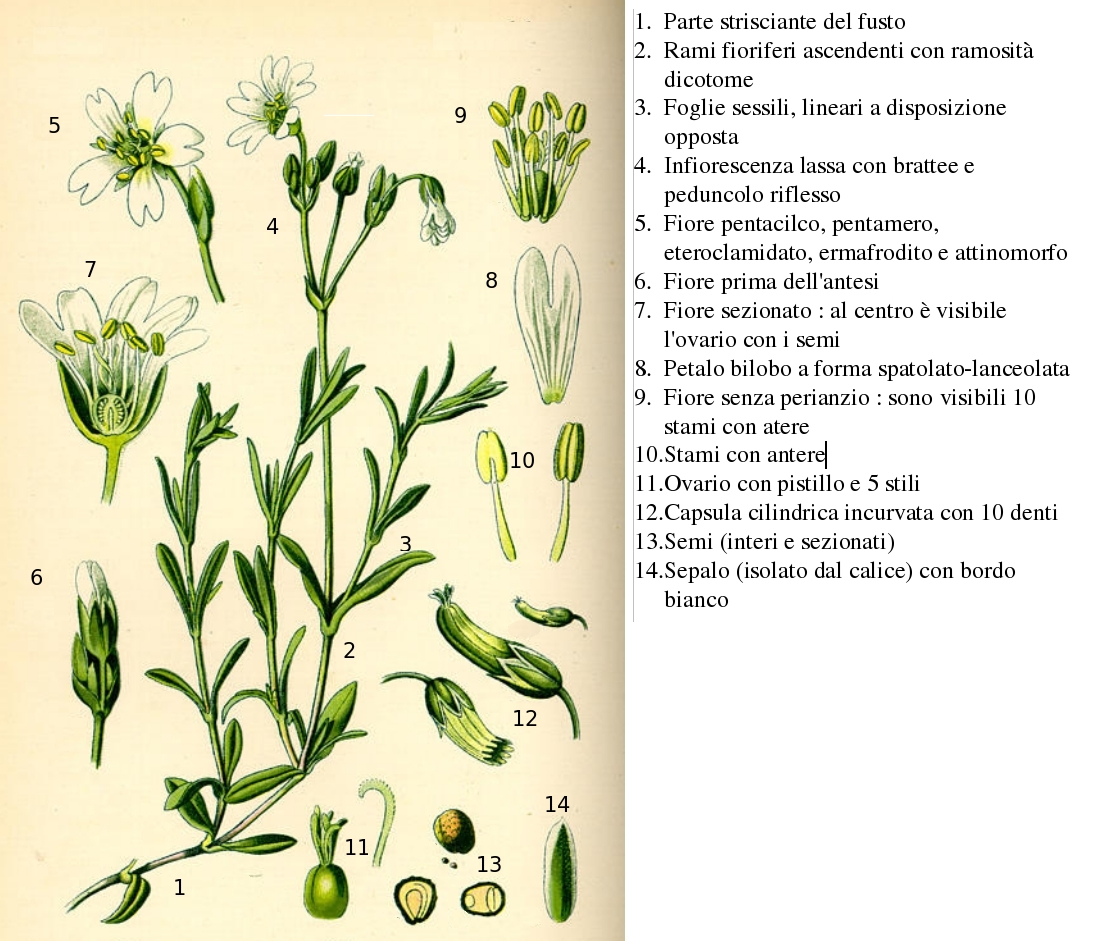
Descrizione delle parti della pianta

La forma biologica della pianta è emicriptofita scaposa  (H scap) : sono piante perennanti per mezzo di gemme adagiate al suolo e con asse fiorale allungato e con poche e sottili foglie. Possono essere definite anche come camefite fruticose  (Ch frut) in quanto i fusti nella parte bassa sono legnosi. L'altezza della pianta varia da sottospecie a sottospecie: si va dai 40 cm della subsp. arvense, ai 20 cm della subsp. suffruticosum e ai 15 cm delle sottospecie molle e strictum.

### Radici
Le radici sono avventizie da stolone.

### Fusto
- Parte ipogea: la parte sotterranea del fusto consiste in uno stolone allungato.
- Parte epigea: la parte aerea del fusto si presenta strisciante (prostrata) nella parte basale, mentre i rami fioriferi sono ascendenti e intricati; la parte ramosa è dicotoma.

### Foglie

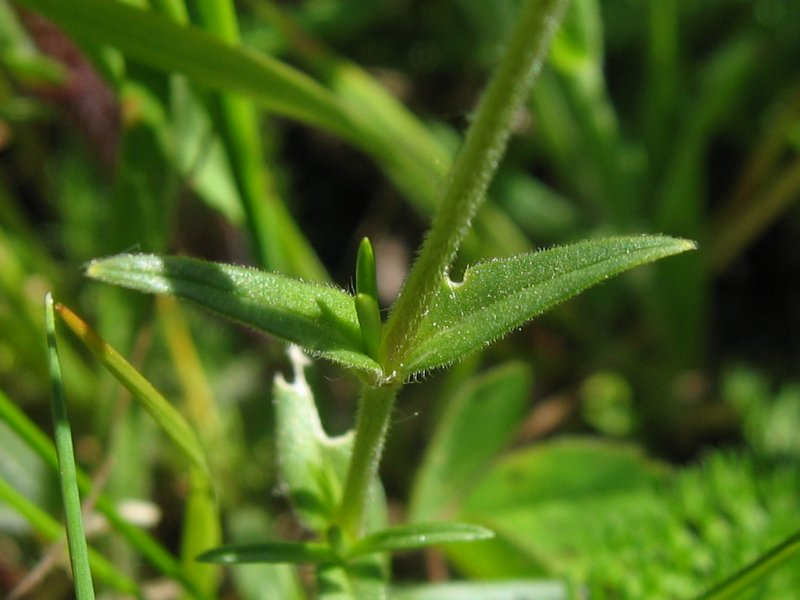
Le foglie

Tutte le foglie sono sessili e più o meno spatolate. La lamina fogliare è lineare – lanceolata con bordi ricurvi e con apice acuto (raramente ottuso). La pagina fogliare può essere subglabra o pubescente, ma a volte anche ghiandolosa. Le foglie lungo il fusto sono a disposizione opposta. All'ascella delle foglie inferiori sono presenti dei fascetti di foglie sterili. Dimensione delle foglie lineari: larghezza 1 – 2 mm, lunghezza 10 – 15 mm; dimensione delle foglie lanceolate: larghezza 2 – 4 mm, lunghezza 8 – 12 mm;

### Infiorescenza

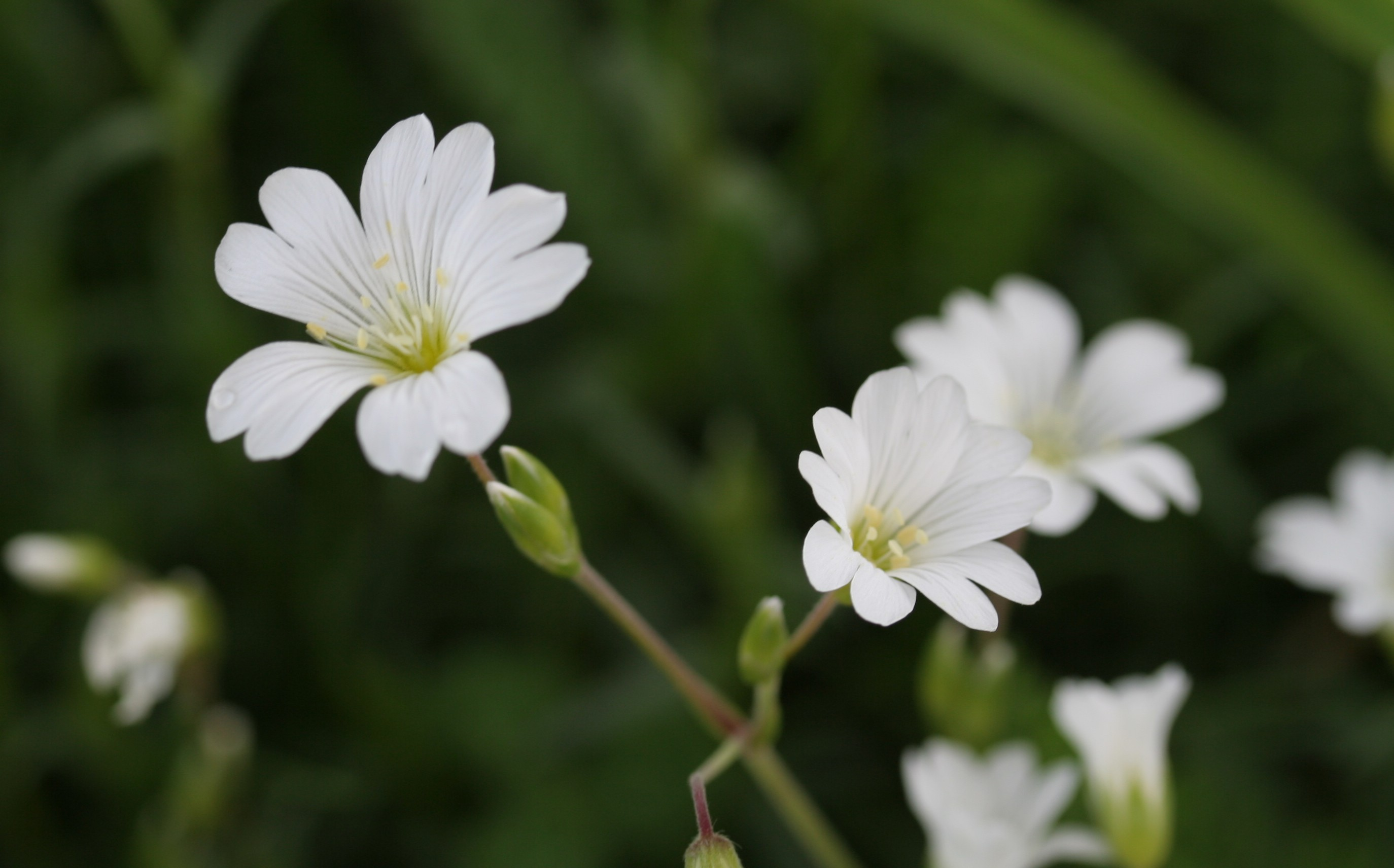
Infiorescenza

L'infiorescenza è lassa; il numero dei fiori varia da 1 a 20. Sono presenti delle brattee lanceolate dai margini ristretti; possono essere scariose, ma anche ghiandolose - pubescenti. I peduncoli sono incurvati (alla fruttificazione) appena al di sotto del calice e sono lunghi da 10 a 30 mm. Dimensione delle brattee: larghezza 1 mm, lunghezza 5 – 6 mm.

### Fiori

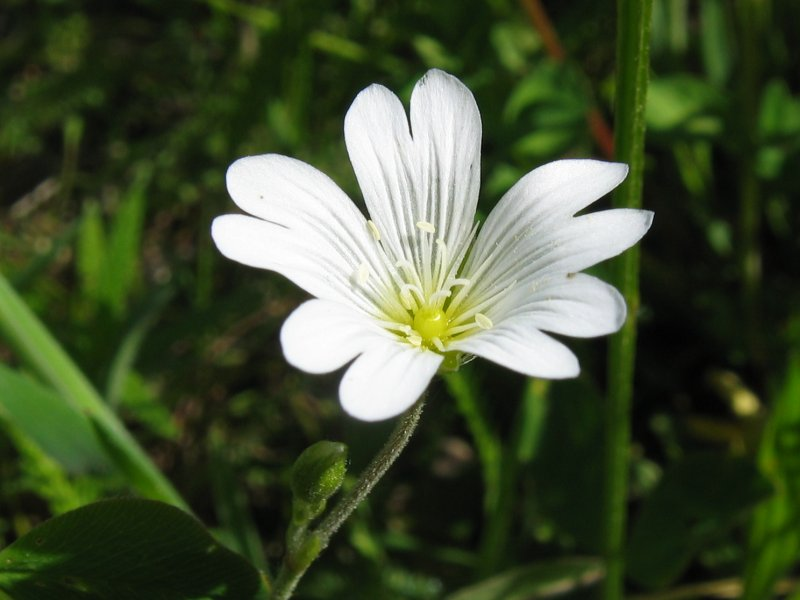
Il fiore

I fiori sono pentaciclici (formati da 5 verticilli), pentameri, eteroclamidati (ossia il calice e la corolla sono ben differenziati), ermafroditi e attinomorfi.
- Calice: il calice è formato da 5 sepali liberi (calice dialisepalo); la forma è strettamente lanceolata con apice acuminato; sono delicatamente pubescenti ed hanno il bordo bianco. Dimensione dei sepali: larghezza 2 mm, lunghezza 6 – 7 mm.
- Corolla: i petali sono 5,  di colore bianco e sono tutti divisi (dialipetali); la forma è obovata - spatolata, l'apice è bifido e sono solcati da alcune incisioni longitudinali più scure (come dei raggi) che partono dalla parte interna del petalo e si perdono verso l'esterno. Dimensione dei petali: larghezza 3 mm, lunghezza 12 – 14 mm (circa 2 volte più lunghi dei sepali).
- Androceo: gli stami sono 10 con antere grandi 0,8 – 1,2 mm e filamenti glabri lunghi 4 – 5 mm.
- Gineceo: gli stili sono 5 (lunghezza 2 – 3 mm); l'ovario è supero e sincarpico.
- Fioritura: il periodo di fioritura per questa pianta (valido per tutte le sottospecie) è compreso tra maggio e agosto; mentre la sporulazione è subito seguente (agosto - ottobre).
- Impollinazione: l'impollinazione avviene tramite mosche e piccole api.

### Frutti
Il frutto consiste in una capsula cilindrica incurvata. I denti di deiscenza sono 10 ad apice convoluto. I semi sono di colore marrone con verruche superficiali e senza ali. Dimensione del frutto: lunghezza 7,5 - 11,5 mm, larghezza 2,5 – 4 mm; dimensione dei semi: 0,6 – 1,5 mm.

## Distribuzione e habitat
- Geoelemento: il tipo corologico (area di origine) della specie è Paleotemp. (Paleotemperato), ossia una zona comprendente l'Eurasia e il Nordafrica. In seguito alla sua vasta diffusione può essere considerata Subcosmop. ossia una pianta originatasi in quasi tutte le parti del mondo dell'emisfero boreale. Si distinguono le sottospecie strictum e suffruticosum in quanto sono considerate di origine Orof. S-Europ. : specie prettamente montane ed alpine del continente europeo meridionale (dalla Penisola Iberica ai Balcani, e quindi le Alpi; eventualmente il Caucaso e l'Anatolia).
- Distribuzione: in Italia questa specie è diffusa in tutta la penisola meno che al sud e nelle isole. Facendo riferimento alla zona delle Alpi possiamo dire che la sottospecie strictum è comune su tutto il territorio alpino, mentre la sottospecie arvense si trova in modo discontinuo tra est e ovest; le altre due (molle e suffruticosum) sono ancora meno diffuse (la molle, ad esempio, si trova solo sulle Alpi Occidentali).
- Habitat: sono piante abbastanza comuni che vegetano su suoli non molto ricchi come i pascoli alpini aridi e sassosi o anche ambienti ruderali. Il substrato preferito da queste piante è il calcare/siliceo, con l'eccezione della sottospecie molle che preferisce in prevalenza un substrato calcareo. Le caratteristiche del suolo sono generalmente contenuti entro valori medi di umidità (con preferenza per un suolo lievemente secco), con pH neutro o lievemente basico e così pure un medio-basso contenuto di sostanze nutrienti; fa eccezione sempre la sottospecie molle che richiede decisamente un terreno basico.
- Distribuzione altitudinale: dal piano fino a 2900 m s.l.m., comprende quindi un po' tutti i piani vegetazionali. In particolare per ogni sottospecie abbiamo le seguenti distinzioni:

subsp arvense : dal piano collinare al piano montano (circa 0 - 1500 m s.l.m., raramente oltre i 2000 m s.l.m.)
subsp molle : dal piano montano al piano subalpino (circa 1200 – 2200 m s.l.m.)
subsp suffruticosum : dal piano collinare al piano subalpino (raramente) (circa 300 – 2500 m s.l.m.)

## Fitosociologia
Dal punto di vista fitosociologico le  sottospecie appartengono a comunità vegetali differenti:
- subsp. arvense :

Formazione : comunità perenni nitrofile
Classe : Agropyretea intermedii - repentis
- subsp. molle :

Formazione : comunità delle praterie rase dei piani alpini
Classe : Elyno - Seslerietea
- subsp suffruticosum :

Formazione : comunità a emicriptofite e camefite delle praterie rase, magre e secche
Classe : Festuco - Brometea
Ordine : Ononidetalia striatae
Alleanza : Genistion lobelii

## Tassonomia

### Sottospecie
Sono note le seguenti sottospecie:
- Cerastium arvense subsp. arvense
- Cerastium arvense subsp. lerchenfeldianum (Schur) Asch. & Graebn.
- Cerastium arvense subsp. molle (Vill.) Arcang.
- Cerastium arvense subsp. suffruticosum (L.) Ces.

Descriviamo qui i caratteri morfologici più evidenti e distintivi delle tre sottospecie più diffuse sull'arco alpino utilizzando in parte il sistema delle chiavi analitiche:
- Gruppo 1A : pianta priva di peli ghiandolari; le brattee inferiori sono glabre;

Sottospecie suffruticosum : in genere è una pianta poco pelosa e di piccole dimensioni, ma decisamente lignificata alla base dei fusti. Le foglie sono lineari e dalla consistenza rigida e sono lunghe al massimo 4 cm. Dimensione del fiore : 15 – 22 mm.
- Gruppo 1B : le piante si presentano più o meno con peli ghiandolari; le brattee inferiori sono cigliate;
  - Gruppo 2A : la faccia superiore delle foglie è glabra (eventualmente sono tomentose ai margini);
  - Gruppo 2B : la pagina superiore delle foglie è densamente pelosa;
    - Gruppo 3A :  sulla pagina superiore delle foglie sono presenti dei lunghi peli (fino a 0,6 mm);

Sottospecie arvense : è la sottospecie di dimensioni maggiori; la pelosità è varia (densa o scarsa, o anche con peli ghiandolari). L'impianto del fusto è rizomatoso e la parte epigea è lungamente strisciante. La pagina superiore delle foglie è pelosa. Le foglie possono arrivare fino a 4 cm di lunghezza. La fioritura avviene ad una altezza non inferiore ai 25 – 30 cm; sull'infiorescenza sono presenti dei peli ghiandolari morbidi. Dimensione del fiore : 15 – 22 mm. I sepali sono lunghi da 5 a 7 mm. I petali quando sono secchi imbruniscono. Le antere sono grandi 1 – 1,1 mm.
- Gruppo 3B : la pagina superiore delle foglie è densamente tomentosa ma con peli brevi (fino a 0,2 mm);

Sottospecie molle : sono piante generalmente piccole, densamente tomentose (ma anche ghiandolose). Le foglie sono quasi sempre lineari e raramente lanceolate; inoltre la pagina superiore delle foglie è pelosa; le foglie sono lunghe mediamente 2 cm. Dimensione del fiore : 15 – 20 mm.

### Ibridi
Nell'elenco che segue sono indicati alcuni ibridi intraspecifici:
- Cerastium × maueri M. Schulze (1886) – Ibrido fra: Cerastium arvense  e Cerastium tomentosum
- Cerastium × microcapsum Arvet-Touvet (1871) – Ibrido fra: Cerastium alpinum e  Cerastium arvense
- Cerastium × pseudoalpinum J. Murr (1907) – Ibrido fra: Cerastium arvense subsp. arvense e Cerastium fontanum subsp. vulgare

## Galleria d'immagini

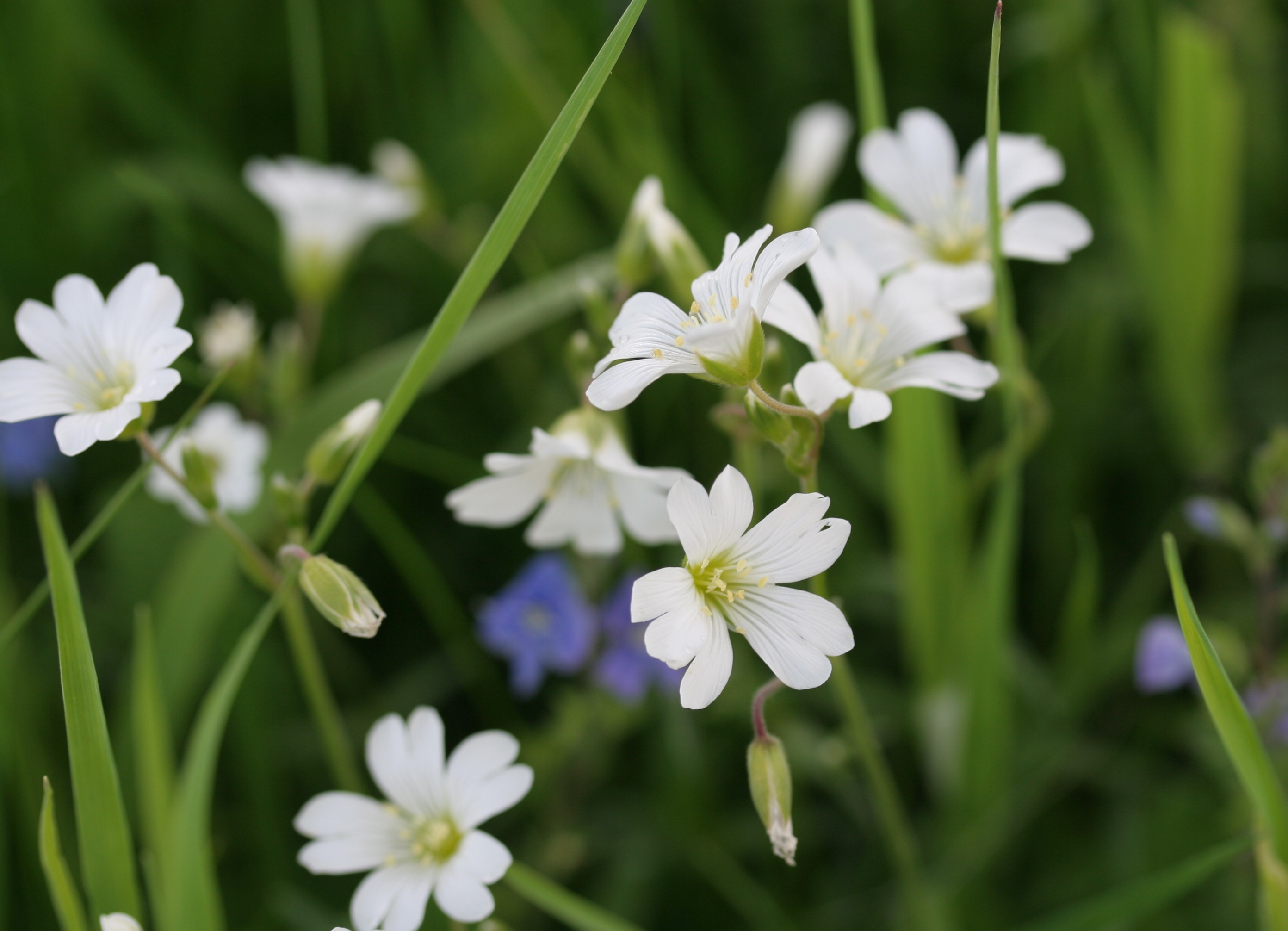
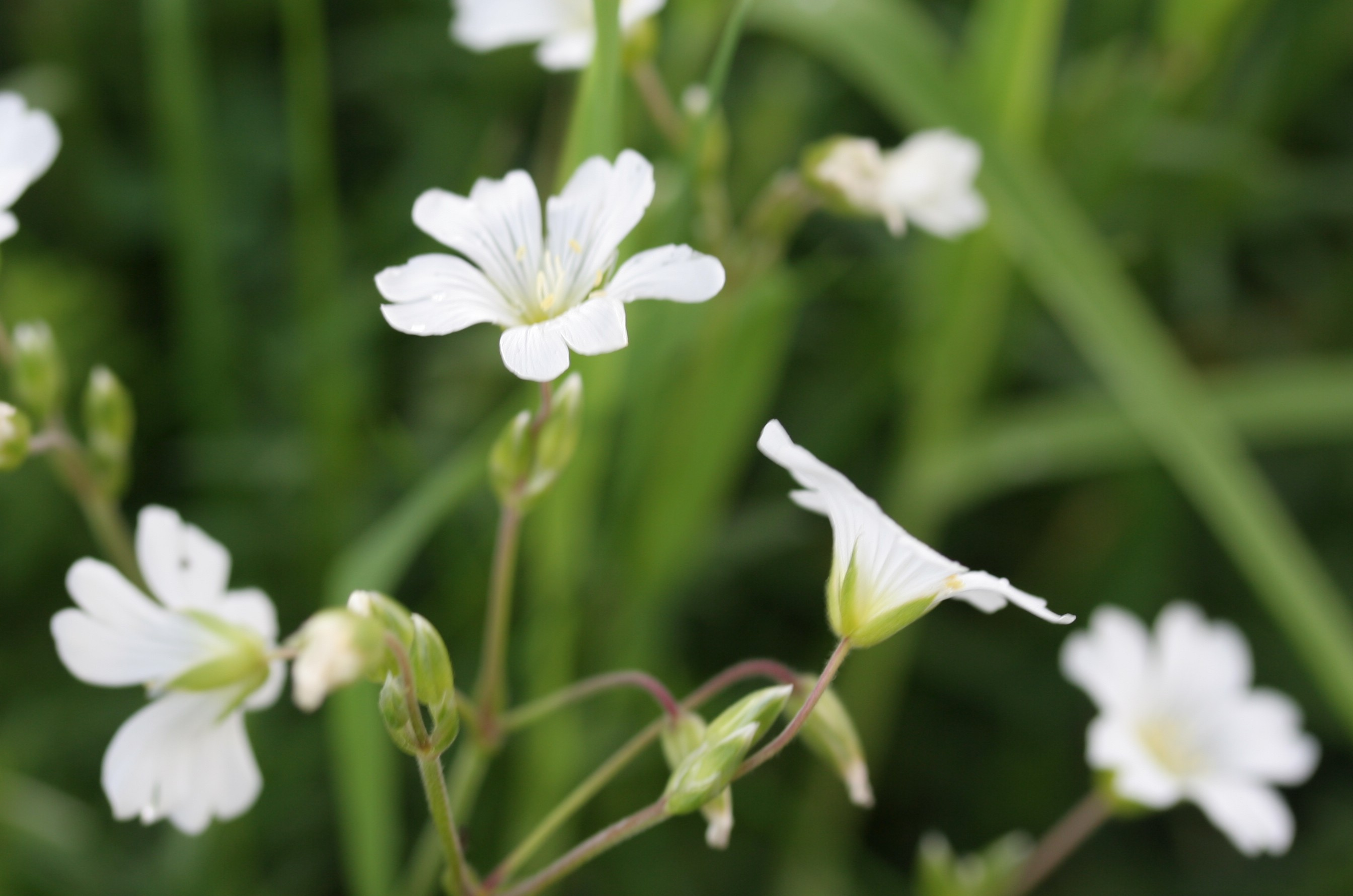
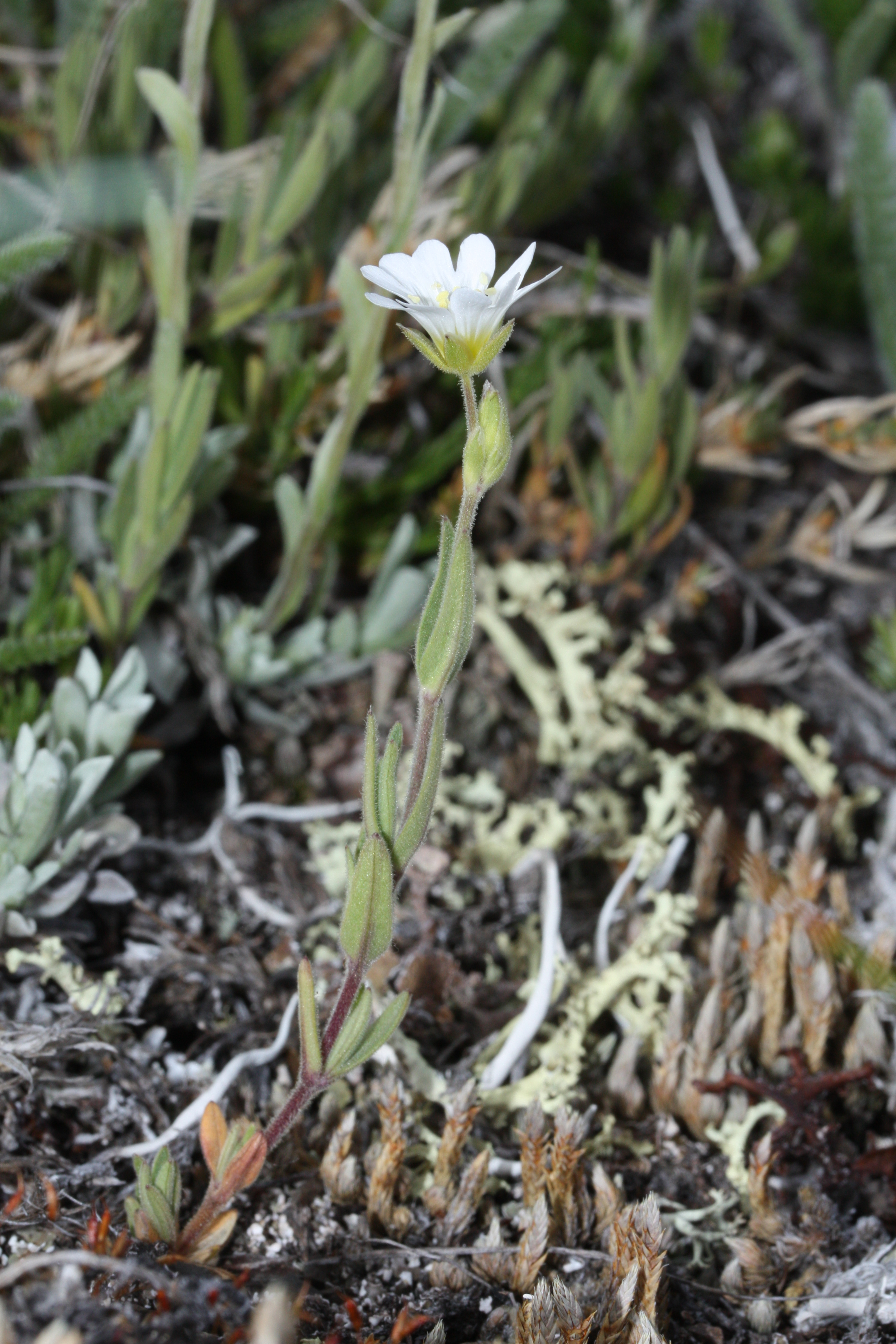
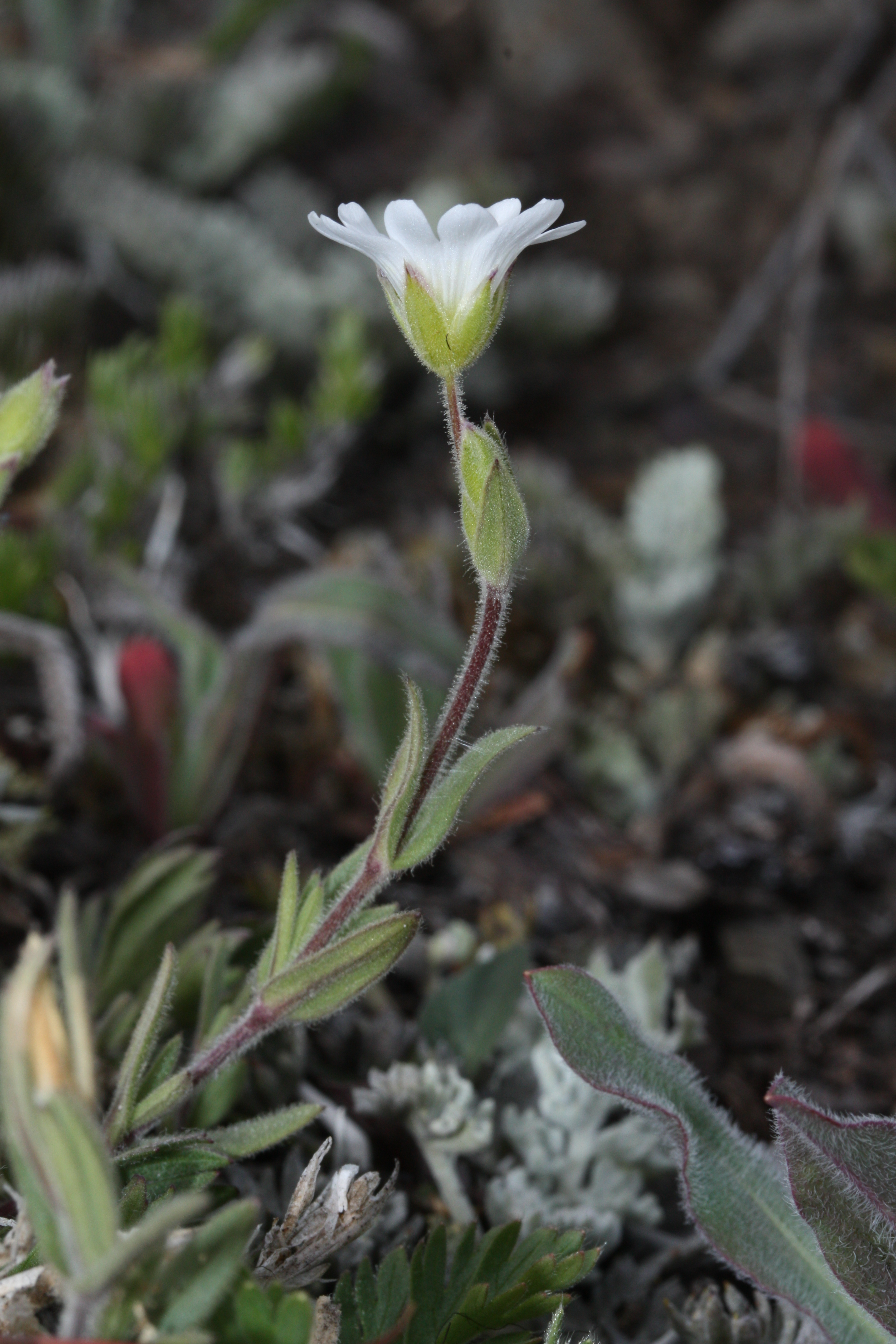